# Resjövallen
Resjövallen är ett naturreservat i Malung-Sälens kommun i Dalarnas län.
Området är naturskyddat sedan 2007 och är 71 hektar stort. Reservatet består av en bäck omgiven av gammal barrskog.